# Five Nights at Freddy's 3
 (mars 2015).
Si vous disposez d'ouvrages ou d'articles de référence ou si vous connaissez des sites web de qualité traitant du thème abordé ici, merci de compléter l'article en donnant les références utiles à sa vérifiabilité et en les liant à la section « Notes et références ».
Five Nights at Freddy's 3 est un jeu vidéo indépendant de survival horror en pointer-et-cliquer (point-and-click) développé par Scott Cawthon. Il est sorti en mars 2015 sur Microsoft Windows, Android et iOS. C'est le troisième épisode de la série Five Nights at Freddy's.
La taille de Springtrap, animatronique principal du jeu, est estimé à 1,90m (sans compter les oreilles).

## Histoire
30 ans après la fermeture de Freddy Fazbear's Pizza, un groupe décida de créer « Fazbear Fright: The Horror Attraction » afin de rendre hommage aux éléments perturbants qui se sont déroulés dans la chaîne des restaurants Fazbear.
Une très grande majorité des accessoires utilisés dans l'attraction ont été récupérés dans une succursale désaffectée de Freddy Fazbear's Pizza, or les recherches furent peu fructueuses et les attentes furent sur-estimées par les entrepreneurs qui étaient déçus. Le lendemain une lueur d'espoir s'alluma lorsqu'ils trouvèrent dans une chambre forte du restaurant, une véritable animatronique, ce qui déclenchera entre autres les évènements de Fazbear's Fright et l'action du jeu. Le joueur fera donc face au maléfique Springtrap mais aussi à certains fantômes des animatroniques des deux premiers opus. 
La personne incarnée par le joueur reste inconnue. Il recevra des appels téléphoniques durant les cinq nuits du jeu. Durant les deux premières nuits, le joueur fait la connaissance de Phone Guy, l'un des responsables charismatiques de l'attraction, enthousiaste voire euphorique à propos de celle-ci. À partir de la deuxième nuit, le joueur a droit à des cassettes de formation destinées à des artistes/animateurs de Freddy Fazbear's Pizza, enregistrées par Phone Guy. Sur ces cassettes, ce dernier semble adopter un ton plus professionnel et subjectif que dans les appels des deux volets précédents.

Chaque post-nuit, un mini-jeu peut être joué. Le joueur incarne à chaque fois un animatronique différent. Les mini-jeux se déroulent à peu près au même moment que les événements du premier opus (voir FNAF 1 et FNAF 2 pour mieux comprendre l’histoire). Ces mini-jeux sont grossièrement des réponses aux événements qui ont mené à la fermeture de la pizzeria en 1987. Le premier mini-jeu débute par Freddy Violet nous demandant : "Follow me" (Suis-moi). On le suit et un message d’erreur rouge apparaît. Un homme violet appelé Purple Guy (nommé de cette manière par la communauté de FNAF, son vrai nom est William Afton, l’antagoniste principal de la franchise et accessoirement la cause de tous les problèmes de FNAF) apparaît et commence à détruire les animatroniques, Freddy étant le premier. Le même sort attend Bonnie dans le deuxième mini-jeu, puis Chica dans le troisième, et enfin Foxy dans le quatrième, tous démonté à coups de hache ou d’un autre outil.
Dans le dernier mini-jeu, le joueur incarne une âme, celle d’un enfant tué par Purple Guy. Près de l’endroit où les animatroniques ont été démontés se trouve une pièce interdite à ces derniers. Le joueur, en tant qu’âme d’enfant, entre dans cette pièce et découvre quatre autres âmes en pleurs. L’âme du joueur poursuit Purple Guy, qui finit par se cacher dans un costume d’animatronique en forme de lapin jaune, appelé Spring Bonnie. Ce costume, équipé d’un mécanisme instable à ressorts, les "Spring-Locks", se referme violemment en cas d’humidité ou de mouvement brusque. En croyant être en sécurité, Purple Guy met le costume et rit. Mais des gouttes d’eau tombent du plafond, déclenchant les ressorts. Le mécanisme l’écrase, provoquant une scène sanglante. Purple Guy, le meurtrier, meurt ainsi (Spring Bonnie deviendra par la suite Springtrap, puisque William Afton parviendra à « survivre » dans le costume sous forme d’animatronique). 
Cet épisode de Five Nights at Freddy’s éclaire ainsi l’histoire et montre la vengeance des âmes des victimes.

## Personnages

### Animatronique
- Springtrap : un costume de lapin jaune et vert détruit et ravagé. On peut apercevoir certains de ses organes à travers son corps, William Afton étant mort dedans en essayant d’échapper aux âmes des enfants qu’il a assassiné.
- Phantom Freddy : il est une hallucination endommagée et brûlée de Freddy Fazbear que voit le gardien.
- Phantom Puppet : il s'agit d'une hallucination de Puppet brûlée et endommagée.
- Phantom Foxy : il est une hallucination prenant la forme de Withered Foxy.
- Phantom Mangle : il s'agit d'une hallucination d'une version brûlée et endommagée de Mangle.
- Phantom Chica : elle est une hallucination prenant la forme de Chica.
- Phantom Balloon Boy ou Phantom BB : il s'agit d'une hallucination d'un ballon brûlé et endommagé Balloon Boy.
- Shadow Freddy ou Golden Freddy : il se cache à côté de la porte.

### Humains
- Phone Dude : c'est un employé de Fazbear's Fright: The Horror Attraction, cet appelant téléphonique porte souvent le surnom de "Phone Dude" et nous téléphone de la nuit 1 à la nuit 2.

- Phone Guy : Nous écoutons les cassettes de la nuit 3 à la nuit Halloween (7) il explique comment mettre des costumes et les problèmes de Fazbear entertainement.

- Le gardien : il est inconnu mais des gens pensent que c'est Mickaël Afton (Mike).

## Système de jeu
Le système du jeu est de surveiller l'attraction d'horreur "Fazbear Fright" grâce à des caméras. Après la première nuit, un animatronique nommé "Springtrap" viendra vous déranger pendant vos prochaines nuits, ainsi que des hallucinations ou "phantoms".
Le personnage de ce jeu ne peut pas attaquer.

## Développement
Le troisième opus fut annoncé en janvier 2015 via un teaser représentant le visage d'un animatronique doré (de nombreux fans ont supposé qu'il s'agissait de Golden Freddy) avec le slogan « I'm still here » (« Je suis toujours ici »), ainsi que la phrase « 30 years later, only one » (« 30 ans après, seulement un» ). Une bande-annonce a vu le jour le 26 janvier 2015, révélant alors une nouvelle mascotte avec ce qui peut être d'autres mascottes non révélées. Une démo fit son apparition le 1er mars 2015, et le jeu est sorti le 2 mars 2015 sur Windows puis le 11 mars sur Android.

## Accueil
Le jeu fut bien accueilli, PC Gamer lui attribua une note de 77 sur 100, GameRankings lui mit une note de 73,60 % et Metacritic lui donna une note de 68 sur 100. Malgré ce succès, certaines personnes accusent le jeu d'être plus violent que les deux premiers.